# アーノルド・レオン
アレックス・アーノルド・レオン・オチョア（Alex Arnold León Ochoa, 1988年9月6日 - ）は、メキシコ・シナロア州クリアカン出身のプロ野球選手（投手）。右投右打。

## 経歴

### プロ入りとアスレチックス時代
2008年にオークランド・アスレチックスと契約し、プロ入り。この年は、傘下のA+級ストックトン・ポーツでプロデビューした。
2010年にはトミー・ジョン手術を受けた。その影響で、この年と翌2011年の大半を棒に振った。
2013年に第3回WBCのメキシコ代表に選出された。カナダ戦では、レーン・トソニに故意死球を与え、WBC史上初となる乱闘の発端となった。
2014年5月にメジャー初昇格した が、この時は登板機会が無かった。
2015年4月22日のロサンゼルス・エンゼルス・オブ・アナハイム戦でメジャーデビュー。この年は19試合で投げ、勝ち星なしに終わったが、防御率4.39というまずまずの数字を記録した。

### ブルージェイズ時代
2016年1月5日に後日発表選手とのトレードで、トロント・ブルージェイズへ移籍した。この年は初めて開幕25人枠入りした。その後、4月13日にDFAとなり、23日に40人枠を外れる形で傘下のAAA級バッファロー・バイソンズへ配属された。

### サムスン・ライオンズ時代
2016年5月18日、不振により退団したコリン・バレスターの代役として、韓国プロ野球のサムスン・ライオンズと契約した。同年サムスンでは一軍で2試合のみ登板、未勝利で退団した。

### メキシカンリーグ時代
2017年5月8日にメキシカンリーグのサルティーヨ・サラペメーカーズと契約した。
2018年8月13日にメキシカンリーグのユカタン・ライオンズにトレードで移籍した。

## 詳細情報

### 年度別投手成績
| 年 度    | 球 団    | 登 板 | 先 発 | 完 投 | 完 封 | 無 四 球 | 勝 利 | 敗 戦 | セ 丨 ブ | ホ 丨 ル ド | 勝 率 | 打 者 | 投 球 回 | 被 安 打 | 被 本 塁 打 | 与 四 球 | 敬 遠 | 与 死 球 | 奪 三 振 | 暴 投 | ボ 丨 ク | 失 点 | 自 責 点 | 防 御 率 | W H I P |
| -------- | -------- | ----- | ----- | ----- | ----- | -------- | ----- | ----- | -------- | ----------- | ----- | ----- | -------- | -------- | ----------- | -------- | ----- | -------- | -------- | ----- | -------- | ----- | -------- | -------- | ------- |
| 2015     | OAK      | 19    | 0     | 0     | 0     | 0        | 0     | 2     | 0        | 0           | .000  | 115   | 26.2     | 30       | 3           | 9        | 3     | 0        | 19       | 0     | 0        | 14    | 13       | 4.39     | 1.46    |
| 2016     | TOR      | 2     | 0     | 0     | 0     | 0        | 0     | 0     | 0        | 0           | ----  | 11    | 2.1      | 3        | 1           | 1        | 0     | 0        | 2        | 0     | 0        | 2     | 2        | 7.71     | 1.71    |
| 2016     | 三星     | 2     | 2     | 0     | 0     | 0        | 0     | 1     | 0        | 0           | .000  | 40    | 8.0      | 16       | 2           | 1        | 0     | 1        | 7        | 0     | 0        | 10    | 10       | 11.25    | 2.13    |
| MLB：2年 | MLB：2年 | 21    | 0     | 0     | 0     | 0        | 0     | 2     | 0        | 0           | .000  | 126   | 29.0     | 33       | 4           | 10       | 3     | 0        | 21       | 0     | 0        | 16    | 15       | 4.66     | 1.48    |
| KBO：1年 | KBO：1年 | 2     | 2     | 0     | 0     | 0        | 0     | 1     | 0        | 0           | .000  | 40    | 8.0      | 16       | 2           | 1        | 0     | 1        | 7        | 0     | 0        | 10    | 10       | 11.25    | 2.13    |

### 背番号
- 68 (2015年 - 2016年4月)
- 46 (2016年5月 - 同年終了)

### 代表歴
- 2013 ワールド・ベースボール・クラシック・メキシコ代表